# Walter Bruno Berg
Walter Bruno Berg (* 29. August 1943 in Bergisch Gladbach) ist ein deutscher Romanist.

## Leben
Nach dem Besuch (1955–1963) des Humanistischen Gymnasiums Bergisch Gladbach und dem Grundwehrdienst (1963–1965) studierte er von 1965 bis 1970 Romanistik und Philosophie an den Universitäten Köln und Clermont-Ferrand (akademische Lehrer: Harald Weinrich, Fritz Schalk, Herbert Dieckmann, Ludwig Landgrebe, Karl-Heinz Volkmann-Schluck; Michel Lioure, Thérèse Goyet, Guy Demerson). Nach dem Staatsexamen 1970 in den Fächern Romanistik und Philosophie, der Promotion 1974 an der Fakultät für Linguistik und Literaturwissenschaft der Universität Bielefeld (Gutachter: Harald Weinrich und Wilhelm Voßkamp) und der Habilitation 1987 ist er seit 1989 Professor für Romanische Philologie (Lateinamerikanische Literatur) an der Philologischen Fakultät der Albert-Ludwigs-Universität Freiburg.

## Schriften (Auswahl)
- Der literarische Sonntag. Ein Beitrag zur Kritik der bürgerlichen Ideologie. Heidelberg 1976, ISBN 3-533-02486-5.
- Grenz-Zeichen Cortázar. Leben und Werk eines argentinischen Schriftstellers der Gegenwart. Frankfurt am Main 1991, ISBN 3-89354-826-2.
- Lateinamerika. Literatur – Geschichte – Kultur. Eine Einführung. Darmstadt 1995, ISBN 3-534-11585-6.
- Literarische Transkription. Theorie und exemplarische Analysen. Edgardo Rivera Martínez, Jorge Luis Borges, Inca Garcilaso de la Vega, Guillermo Cabrera Infante, Severo Sarduy, Roberto Bolaño, Alberto Fuguet, Günter Grass. Berlin 2014, ISBN 978-3-643-12533-0.